# あなたなしで
「あなたなしで」（英語: Trying to Live My Life Without You、Tryin' to Live My Life Without You）は、1972年に制作、発表されたアメリカの楽曲。

## 概要
1972年、ユージーン・フランク・ウィリアムズが作詞・作曲した楽曲。当初はソウル・ミュージック歌手のオーティス・クレイによって歌唱され、人気を博した。1973年の初頭、本作はビルボード・バブリング・アンダー・チャート第102位を記録した。それ以来、複数名のアーティストによってカバーされており、特にボブ・シーガーが1981年にリリースしたアルバム『嵐の呼ぶ声』に収録されたもの、およびブリンズリー・シュウォーツによるカバーが有名である。1973年2月17日、オーティス・クレイはアメリカのダンス音楽番組『ソウル・トレイン』で本作を披露した。
本作の邦題は3種類存在し、JASRACに登録された正式な邦題が浅川マキによる「あなたなしで」、オーティス・クレイ版が「愛なき世界で」、ボブ・シーガー版が「暴走マイ・ライフ」とされている。

## 歌詞の内容
本作は、別れた恋人に話し掛ける男の視点から歌われている。歌詞の中で、語り手は “1日5箱” の煙草を吸い、“ワインのボトルを4、5本” 空けたといった、自分が人生の中で身に付けた様々な悪習について語っている。プレコーラスの中で、彼は〝これら以前の悪習を断ち切るのは難しいが、恋人のことを、そして彼らが共有した愛について忘れることの方が遥かに難しいことだ〟と語っている。

## ボブ・シーガーによるカヴァー
ボブ・シーガーによるカヴァーは、本作の最も成功したヴァージョンであり、ポップ・シングル・チャート第5位を記録した。ベースラインに加え、シーガーによる〝オーケー、君たち、今夜はファンキーな気分なんだね？...これは古きメンフィスの曲だ、古きメンフィスの曲…〟というプレリュードの口上で有名である。『ナイン・トゥナイト』のライナーノートによると、シーガーのサクソフォン奏者であるアルト・リードは、この曲で流れるすべてのサクソフォンの音を、同時に演奏したとされる。しかしながら恐らくこれは、ライブ・パフォーマンスにスタジオでの多重録音を加えたものと思われる。

## 浅川マキによるカヴァー
日本では1976年、浅川マキがアルバム『灯ともし頃』で本作を採り上げ、自らの手による日本語詩で歌唱・発表した。オリジナルの世界観に忠実な詩作では “煙草は五箱で今日も吸ってしまうし” とある反面 “コップ酒” が出てくるなどオリジナリティーも発揮された内容となっている。
このレコーディングは若き日の坂本龍一、白井幹夫、つのだひろ、向井滋春、近藤俊則、萩原信義らが集結し、西荻窪・アケタの店である意味スタジオ・ライヴのように収録された。本音源は1993年3月3日にCD化された。
本作は2018年現在、通信カラオケであるDAMに於いて浅川マキの作品として入曲しており、当時の編曲・演奏が再現された音源となっているほか、DAMの公式サイトに会員登録を行えば本作・当該ヴァージョンの日本語詩が閲覧可能である。
1977年11月19日 - 20日に掛けて『京大西部講堂 Vol.3 浅川マキ　ライブ “夜” 』を催行、ステージにて本作が披露された。この公演は録音され、1978年2月5日にライヴ盤『浅川マキ・ライヴ・夜』としてリリースされた。こちらの音源は1990年12月19日、オリジナルより先にCD化されている。

## 備考
JASRACに於いては2018年現在、外国作品／出典：PJ (サブ出版者作品届)   ／作品コード 0T1-0148-7 TRYING TO LIVE MY LIFE WITHOUT YOUとして登録。計9組の歌手が「アーティスト」として登録されている。
出版者は、HAPPY HOOKER MUSIC INC。日本でのサブ出版はシンコーミュージック・パブリッシャーズである。